# Гермон (селище, Нью-Йорк)
Гермон (англ. Hermon) — переписна місцевість (CDP) в США, в окрузі Сент-Лоуренс штату Нью-Йорк. Населення — 436 осіб (2020).

## Географія
Гермон розташований за координатами 44°28′1″ пн. ш. 75°13′52″ зх. д. / 44.46694° пн. ш. 75.23111° зх. д. (44.467019, -75.231171).  За даними Бюро перепису населення США в 2010 році переписна місцевість мала площу 0,98 км², уся площа — суходіл.

## Демографія
Згідно з переписом 2010 року, у селищі мешкали 422 особи в 173 домогосподарствах у складі 106 родин. Густота населення становила 429 осіб/км².  Було 186 помешкань (189/км²).
Расовий склад населення:
| - 95,0 % — білих - 0,9 % — корінних американців - 0,9 % — азіатів - 0,2 % — чорних або афроамериканців - 1,4 % — осіб інших рас |

До двох чи більше рас належало 1,4 %. Частка іспаномовних становила 4,0 % від усіх жителів.
За віковим діапазоном населення розподілялося таким чином: 26,1 % — особи молодші 18 років, 54,5 % — особи у віці 18—64 років, 19,4 % — особи у віці 65 років та старші. Медіана віку мешканця становила 37,1 року. На 100 осіб жіночої статі у селищі припадало 84,3 чоловіків;  на 100 жінок у віці від 18 років та старших — 89,1 чоловіків також старших 18 років.
Середній дохід на одне домашнє господарство  становив 41 317 доларів США (медіана — 33 750), а середній дохід на одну сім'ю — 48 706 доларів (медіана — 38 281). Медіана доходів становила 40 000 доларів для чоловіків та 27 375 доларів для жінок. За межею бідності перебувало 26,8 % осіб, у тому числі 38,8 % дітей у віці до 18 років та 16,0 % осіб у віці 65 років та старших.
Цивільне працевлаштоване населення становило 157 осіб. Основні галузі зайнятості: освіта, охорона здоров'я та соціальна допомога — 36,9 %, роздрібна торгівля — 12,1 %, мистецтво, розваги та відпочинок — 10,8 %, публічна адміністрація — 9,6 %.